# Oriol granatós
L'oriol granatós (Oriolus traillii) és un ocell de la família dels oriòlids (Oriolidae).

## Hàbitat i distribució
Habita boscos als turons i muntanyes de l'Himàlaia, des del nord i est de l'Índia, sud-oest de la Xina, sud-est asiàtic (excepte Península de Malaca) i Taiwan.